# السهوة (النماص)
قرية السهوة، في بلاد بني عمرو، هي قرية توجد في المملكة العربية السعودية، تقع في منطقة عسير، جنوب غرب المملكة العربية السعودية، شمال محافظة النماص (30) كلم، وعن مدينة ابها (180) كلم بإتجاه الشمال.